# Авот рабби Натана
«Авот рабби Натана», также «Авот (Абот) де-рабби Натан» — талмудический трактат агадического (мораль) содержания в виде «тосефты», то есть дополнения к мишнаитскому трактату «Авот». Обычно приписывается рабби Натану Вавилонскому, современнику и отчасти учителю редактора Мишны, р. Иегуды га-Наси.
Кроме толкования мишны «Авот» и обширных рассказов из жизни патриархов и таннаев, трактат содержит также афоризмы.

## Авторство
По характеру своего изложения резко отличается от обыкновенной тосефты, которая — уже согласно названию — действительно является дополнением к тексту соответствующего трактата Мишны. Сохраняя значительную долю самостоятельности в изложении предмета, «Авот рабби Натана» следует за каждой фразой трактата «Авот» и толкует их так, как Мидраш объясняет тексты Библии. По мнению Еврейской Энциклопедии, из одного этого следует, что рабби Натан не мог быть автором этого трактата, так как невероятно, чтобы учитель писал комментарии к сочинению своего ученика.
В «Авот рабби Натана» несколько раз цитируются изречения самого рабби Натана, и притом всегда в третьем лице; если бы рабби Натан был автором трактата, он говорил бы о себе в первом лице (Цунц).
Кроме того, хотя в книге упоминаются только имена таннаев, и ни разу не приводится имя какого-нибудь аморая, но анонимно цитируются изречения некоторых амораев III века, напр. р. Иошуа б.-Леви, Аббы Арика и других, живших после р. Натана (Вейс).
Автор «Авот рабби Натана», не пропускающий ни одного афоризма «Авот» без комментариев и дополнений, совершенно игнорирует изречения потомков Гиллеля. Очевидно, что в первоначальном тексте указанных изречений не было (редактор Мишны мог бы ещё поместить изречения своих предков, но не изречения своего сына и внука), а непосредственно за поучениями Гиллеля и Шаммая следовали поучения р. Иоханана и его учеников. Это видно также из того, что по отношению к р. Иоханану употребляется то же выражение «получил Тору» (לבק), что было применено к Шаммаю и Гиллелю и их предшественникам.

## Время создания
Первоначальная редакция «Авот рабби Натана» с большой вероятностью относится к первой половине III века и во всяком случае была редактирована раньше, чем мишна «Авот» в том виде, в каком последняя дошла до нас. 

## Две версии
Трактат «Авот рабби Натана» дошёл до нас в двух версиях; вторая обнаружена в 1872 году. Целиком обе версии (вторая по Ватиканской рукописи) изданы были в 1887 году С. Шехтером, снабдившим издание весьма ценными комментариями. 
Уже Раши в своем комментарии на «Авот» (I, 5) говорит о существовании двух версий «Авот рабби Натана» — палестинской и французской; но, как доказал Шехтер, на основании слов Раши нельзя сделать вывод о тождестве этих версий с изданными им. 
Исходя, по-видимому, из одного и того же первоисточника, обе версии рано разошлись: они подверглись многократным переработкам путём прибавлений, исключений и перемещений, причём вторая версия подвергалась им в меньшей степени, нежели первая. В некоторых случаях при сличении обеих версий можно догадаться, каков был первоначальный текст; часто одна версия способствует пониманию другой, но в общем они независимы друг от друга (Переферкович). 
В I главе «Авот» изречения «отцов» изложены в хронологическом порядке их авторов до Гиллеля и Шаммая, начиная же с § 16 до конца главы следуют изречения потомков Гиллеля: Гамалиила I, Симона II и Симона III; во второй главе продолжаются изречения потомков Гиллеля же: Иегуды I (редактора Мишны), его сына Гамалиила III и сына последнего Гиллеля, брата патриарха Иегуды II. Только начиная с § 7 второй главы редактор возвращается к прерванной на Гиллеле и Шаммае нити традиций и приводит поучения их ученика р. Иоханана б.-Заккая, а также поучения его учеников и преемников вплоть до завершения Мишны.

### Версия А
До второй половины XIX века была известна только одна версия, обыкновенно печатавшаяся при Вавилонском Талмуде в конце раздела «Незикин», рядом с так называемыми «Малыми трактатами». Имеет 41 главу, так что каждой главе Мишны «Авот» соответствуют несколько глав «Авот рабби Натана».

### Версия Б
Вторая версия стала известна в 1872 г., когда была обнародована её часть по рукописи Мюнхенской королевской библиотеки. Имеет 48 глав.

## Примеры толкования
Пример толкования «Авот рабби Натана» к Мишне:
«Рабби Иосе бен-Иоэзер говорил: да будет дом твой собранием всех учёных; покрывайся прахом от ног их и с жаждой пей слова их» («Авот», I, 4).
Версия А
Как понимать слова «да будет дом» и т. д.? — Дом человека должен быть всегда готов для приема ученых и учеников их, чтобы один мог сказать другому: я буду ожидать тебя в таком-то месте. 
Другое толкование слов «да будет дом твой» и т. д.: когда молодой учёный (талмид хахам) приходит к тебе и говорит: «Научи меня чему-то», то если ты имеешь, чему научить его, научи, а если нет, то отпусти его тотчас же" — и т. д.
Как понимать слова «и покрывайся прахом от ног их»? — Когда ученый приходит в город, не говори: я в нём не нуждаюсь, но пойди к нему и не сиди при нём ни на ложе, ни на стуле, ни на скамье, а садись на земле: каждое слово, исходящее из уст его, принимай с боязнью, страхом, трепетом и дрожью, подобно тому, как приняли наши предки (Тору) на горе Синае. 
Другое толкование: стих «покрывайся прахом ног их» применили к Элиезеру, а слова «и пей с жаждою слова их» были относимы к р. Акибе. Далее следуют очень подробные и весьма интересные биографии обоих учёных, которые никакого образования в молодости не получили, но благодаря своей жажде знания стали знаменитейшими учёными.
Версия Б
«Да будет дом твой домом собрания для учёных»; когда ученые и их ученики входят в дом человека, на доме почиет благословение благодаря их заслугам. Это мы видим в случае с отцом нашим Иаковом: когда он вошел в дом Лавана, дом удостоился благословения благодаря его заслугам (Быт. 30:30). То же мы видим на примере Иосифа: когда он вошел в дом Потифара, дом его получил благословение (39:5). Подобное же произошло и с ковчегом Божьим: благодаря тому, что он был введён в дом Обед-Эдома (Аведдора), дом удостоился благословения (2Цар. 6:12).
«Авот рабби Натана» содержит также афоризмы. Например, к словам Бен-Зома в мишне «Авот»: «Кто наиболее сильный? — Тот, кто побеждает свои страсти», «Авот рабби Натана» прибавляет: «Другие говорят: тот, кто врага своего обращает в друга». 

## Вставки
Весьма вероятно, что последние три параграфа первой главы и первые семь параграфов второй были вставлены патриархом Иегудой II (или его приближенным), пожелавшим увековечить изречения всех предков и старшего брата Гиллеля. При патриархе Иегуде II были сделаны ещё другие, весьма существенные прибавления к Мишне, например, постановление об отмене запрета употреблять в пищу масло язычников (Авода Зара, 7). Авторство «Авот рабби Натана» относится, очевидно, к тому времени, когда этой вставки ещё не было; поэтому ни в первой, ни во второй версиях вовсе не упоминаются изречения потомков Гиллеля, за исключением одного: «Не отделяйся от общества», которое цитируется без всяких комментариев и составляет, по-видимому, позднейшую вставку.

## Переводы
- Латинский перевод «Авот рабби Натана» был издан в Лондоне в 1654 г. под заглавием «Tractatus de Patribus Rabbi Nathan auctore in linguam latinam translatas»;
- английский перевод Родкинсона в издании вавилонского Талмуда, Нью-Йорк, 1900;
- русская обработка обеих версий с обстоятельным введением в перев. Мишны и Тосефты Н. Переферковича, т. IV.[1]